# Église Sainte-Léocadie de Fontjoncouse
L'église Sainte-Léocadie de Fontjoncouse est une église située en France sur la commune de Fontjoncouse, dans le département de l'Aude en région Languedoc-Roussillon.
L'église paroissiale et remparts adjacents ont été inscrits au titre des monuments historiques depuis le 14 avril 1948.

## Description
L'église romane Sainte-Léocadie, située sur une petite éminence rocheuse au sud du village, est sans conteste la perle du patrimoine monumental communal. De style roman, orientée, elle a été bâtie au XIIe siècle et remaniée jusqu'au XIVe siècle. Son tympan se signale par son élégance. Elle a été inscrite, ainsi que les remparts adjacents, à l'inventaire des Monuments historiques en 1948.
Parmi le mobilier de l'église, trois remarquables sculptures, toutes du XIVe siècle, ont été inscrites à l'inventaire des Monuments historiques en 1992. L'on note ainsi une statue en pierre polychrome haute d'un mètre, qui pourrait représenter la patronne de l'église, sainte Léocadie, vierge et martyre. Également en pierre polychrome, une Vierge à l'enfant, de même dimension que la précédente. Enfin, un Christ en croix, sculpture en bois polychrome, date lui aussi du XIVe siècle, même si la croix semble être d'une époque plus récente que le Christ.

## Localisation
L'église est située sur la commune de Fontjoncouse, dans le département français de l'Aude.

## Historique
L'église paroissiale et remparts adjacents ont été inscrits au titre des monuments historiques en 1948.
Ils sont également inscrits au titre des sites naturels depuis 1942.